# أرجاندا ديل ري
أرجاندا ديل ري (بالإنجليزية: Arganda del Rey)‏ هي بلدية ومدينة في منطقة الحكم الذاتي وتقع في منطقة مدريد في وسط إسبانيا. تبلغ مساحة هذه المدينة 79.65 (كم²)، ويبلغ عدد سكانها 50309 نسمة حسب إحصاء سنة 2008 م.